# Зильмердак
Зильмердак (баш. Елмәрҙәк) — горный хребет на Южном Урале. Находится на территории Белорецкого района Башкортостана.
Хребет Зильмердак расположен в бассейне рек Зилима и Инзера (притоков рек Белая и Сим) Белорецкого района Республики Башкортостан.

## Характеристики

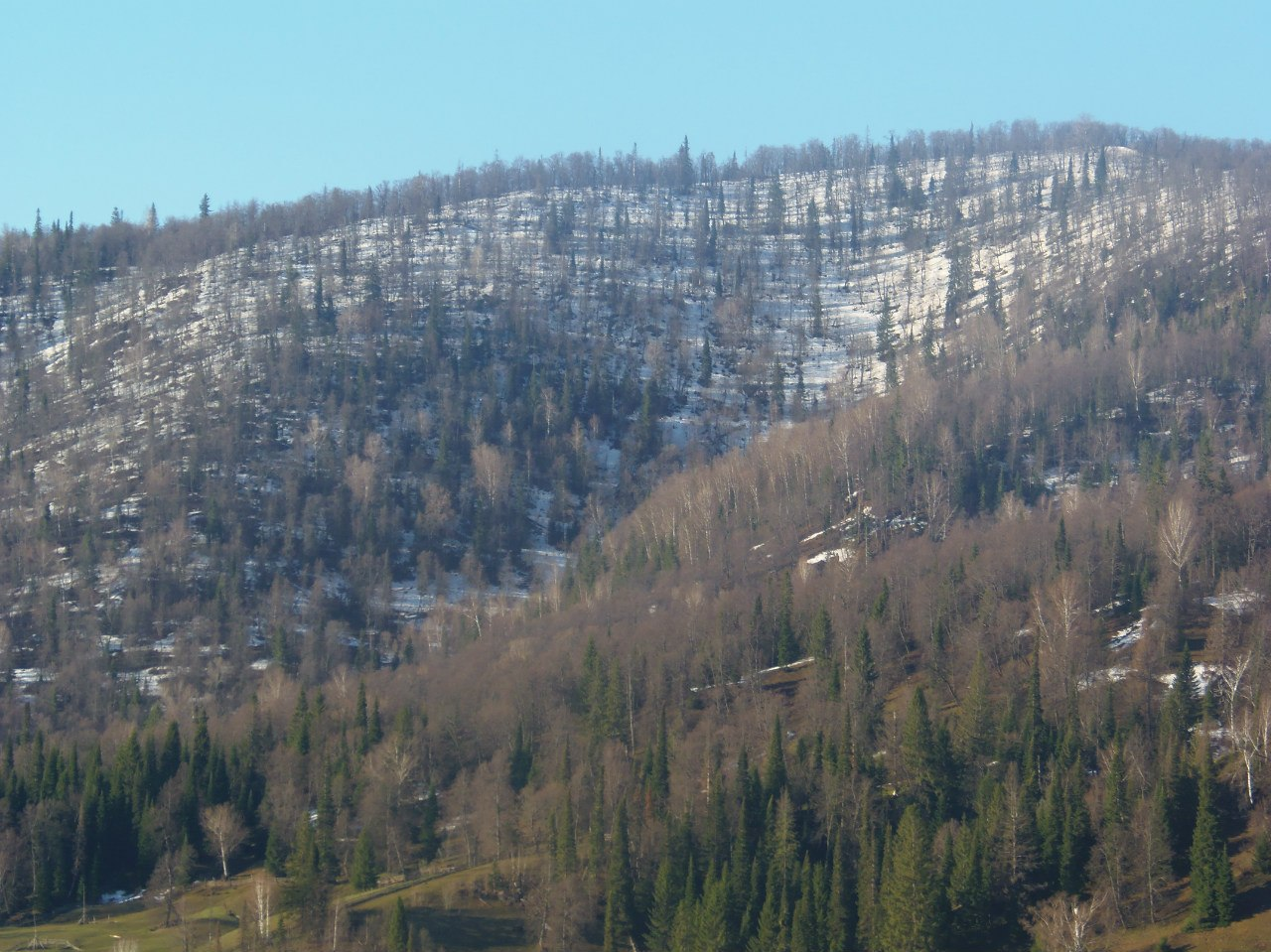
Начало хребта Зильмердак в Белорецком районе Башкортостана. Гора Сутый

Длина хребта — 75 км, ширина — около 10 км, высота — до 921 м. Сложен осадочно-вулканогенными породами, конгломератами и песчаниками.
На склонах хребта растут в основном широколиственные леса (берёза, дуб, липа). Хребет практически полностью покрыт растительностью, отсутствуют голые скальные вершины.
На территории обитают более 60 видов млекопитающих и 190 видов птиц.

## Топонимика
Зильмердак с башкирского — останавливающий ветер. По другой версии, ел — «ветер», бар — «есть», ҙәк — «гора». Топонимист А. К. Матвеев высказал осторожное предположение, что в горных названиях Зильмердак, Авдардак, Аджигардак, Маярдак может скрываться скифо-аланское субстратное слово, которое сохранилось в осетинском ардак — «половина», «сторона».